# Un cadavre dans la bibliothèque (téléfilm, 1984)
Pour les articles homonymes, voir Un cadavre dans la bibliothèque (homonymie).
Un cadavre dans la bibliothèque (The Body in the Library) est un téléfilm policier britannique de la série télévisée Miss Marple, réalisé par Silvio Narizzano, sur un scénario de T.R. Bowen, d'après le roman Un cadavre dans la bibliothèque d'Agatha Christie.
Ce téléfilm en trois parties, qui constitue le 1er épisode de la série, a été diffusé pour la première fois au Royaume-Uni les 26, 27 et 28 décembre 1984 sur la BBC.

## Synopsis
Le village de St. Mary Mead s'éveille, et dans la demeure aisée des Bantry, les domestiques commencent leur journée. L'une d'elles, Mary, chargée d'apporter aux maîtres de maison leur thé matinal, rompt avec les habitudes et surgit terrifiée pour annoncer : « Madame, oh Madame, il y a un cadavre dans la bibliothèque ». Après quelques bougonnements, le colonel Bantry, pressé par son épouse Dolly, finit par descendre vérifier si l'annonce surprenante reflète la réalité...

## Fiche technique
- Titre français : Un cadavre dans la bibliothèque
- Titre original (anglais) : The Body in the Library
- Réalisation : Silvio Narizzano
- Scénario : T.R. Bowen, d'après le roman Un cadavre dans la bibliothèque (1942) d'Agatha Christie
- Décors : Austin Ruddy
- Costumes : Jan Wright
- Photographie : John Walker
- Montage : Bernard Ashby
- Musique originale : Alan Blaikley et Ken Howard
- Production : Guy Slater
- Sociétés de production :
  - British Broadcasting Corporation (Royaume-Uni)
  - A&E Television Networks (États-Unis)
  - Seven Network (Australie)
- Durée : téléfilm en trois parties, d'une durée totale de 155 minutes
- Pays d'origine :  Royaume-Uni
- Langue originale : Anglais
- Genre : Policier
- Ordre dans la série : 1er épisode
- Première diffusion :
  -  Royaume-Uni : 26, 27 et 28 décembre 1984 sur la BBC

## Distribution
- Joan Hickson : Miss Marple
- Gwen Watford : Mrs Bantry
- Moray Watson : le colonel Bantry
- Valentine Dyall : Lorrimer
- Karin Foley : Mary (bonne des Bantry)
- Raymond Francis : Sir Henry Clithering
- Frederick Jaeger : le colonel Melchett
- David Horovitch (en) : l'inspecteur Slack
- Ian Brimble : l'agent de police Lake
- Sarah Whitlock : WPC
- Andrew Cruickshank : Conway Jefferson
- John Moffatt (VF : Michel Paulin) : Edwards
- Ciaran Madden : Adelaide Jefferson
- Keith Drinkel : Mark Gaskell
- Trudie Styler : Josie Turner
- Hugh Walters : Mr. Prescott
- Jess Conrad : Raymond Starr
- Andrew Downer : Peter Carmody
- Ben Miller : Basil Blake
- Emma Cooke : Dinah Lee
- Astra Sheridan (VF : Brigitte Lecordier) : Pamela Reeve
- Karen Seacombe : Florrie Small

Non crédités au générique :
- John Bardon : l'agent de police Palk
- Anne Rutter : Mrs. Palk
- Colin Higgins : Malcolm
- Sally Jane Jackson : Ruby Keene
- Martyn Read : Hugo McLean
- Kathleen Breck : Bridget
- Arthur Bostrom : George Bartlett
- Sydney Livingstone : Mr. Brogan
- Stephen Churchett : le major Reeve